# Pilar Cox
María Pilar Cox Balsamina (Montevideo, Uruguay; 18 de febrero de 1963), es una exactriz y expresentadora de televisión chilena de origen uruguayo.

## Biografía
Nació el 18 de febrero de 1963 en Montevideo. Hija de Andrés Cox Balmaceda, un sacerdote jesuita, y de Beatrice Balsamina, de origen italiano. Tiene dos hermanos; Beatrice Cox (n. 1962); bancaria, y Andrés Cox, (n. 1964); publicista. Su padre abandonó el hábito a los 45 años, cuando se enamoró de su madre, quien en aquel entonces tenía 19 años.
Por vía paterna, es sobrina del sacerdote Francisco José Cox, y prima del productor y conductor de televisión Tomás Cox. Cox es descendiente de Nataniel Cox Lloyd y José Manuel Balmaceda.  
La infancia de Pilar tuvo varios episodios difíciles, entre ellos el abandono por parte de su madre, lo que hizo que la crianza quedara a cargo de su padre. Pilar creció en Santiago de Chile. Retornó a Uruguay a los 9 años en un pueblo humilde cerca de la playa, pero luego sus padres llegaron a un acuerdo y Pilar y sus hermanos se fueron a vivir a Chile.
Cursó sus estudios primarios en el Colegio Instituto Santa María en Ñuñoa, bajo las órdenes de las religiosas alemanas.

## Vida personal
Cox contrajo matrimonio con su hermanastro Gonzalo Ruiz, con quien tuvo a sus tres hijos; Daniel Ruiz Cox  (n. 1984), Valeria Ruiz Cox, (n. 1986) y Martín Ruiz Cox, (n. 1988). Cox poseía residencia en el exclusivo barrio Los Dominicos, ubicado en la comuna de Las Condes. Posteriormente, el matrimonio fue anulado debido a las complicadas circunstancias de violencia intrafamiliar. Cox enfrentó una lucha contra la adicción a las drogas y el alcoholismo.

## Carrera profesional
En 1981, durante un concurso de belleza realizado en Talca, fue descubierta por Alfredo Lamadrid, director en ese entonces de Chilevisión, donde condujo el programa Música joven. En 1982, y pese a no tener estudios formales de actuación, fue contratada por el reputado director brasileño Herval Rossano para interpretar a Carolina Salinas en la teleserie El juego de la vida. Posteriormente, participó en las telenovelas La represa , Los títeres, La trampa y El prisionero de la medianoche. 
Dejó la televisión chilena y se radicó en la selva paraguaya con su marido. En Asunción se desempeñó como lectora de noticias y conductora de varios espacios de la televisión paraguaya, actuando en Miniseries como La Disputa en 1990.
Retornó a las telenovelas de Canal 13 en Matilde dedos verdes, donde interpretó a Aurelia Echandi. En 1990 aceptó la invitación de TVN para coanimar con Jaime Celedón La noche del Mundial. Más tarde, fue contratada por Gonzalo Bertrán en Canal 13 para conducir con Javier Miranda Lo mejor... es conversar (1990-1991). En 1992 volvió a formar dupla con Miranda en la animación del estelar Martes 13. Sin embargo, durante una de las emisiones, tuvo un impasse con el conductor. La relación profesional se resquebrajó y, una vez concluida la temporada, Cox presentó su renuncia. Volvió a la televisión chilena con El baile  el reality show Año 0 y su actuación en un capítulo de la serie Infieles. Está retirada de la televisión y esporádicamente acepta invitaciones a programas.
El 15 de diciembre de 2024, el famoso programa televisivo de farándula chileno Primer plano emitió un reportaje acerca de actualidad de Pilar Cox quien luego de su quiebre televisivo, hoy se encuentra atendiendo un almacén en la comuna de El Bosque, Santiago de Chile, muy lejos de los escenarios y la fama que acostumbraba en el pasado. Actualmente mantiene un estilo de vida creyente, basado en la humildad y la sencillez, viviendo incluso con los dueños del almacén para el cual trabaja, Sonia y Ramón, quienes hospitalariamente también le brindan alojamiento en su propia casa.

## Imagen pública
Al comenzar su carrera como conductora de televisión a finales de la década de 1980, Cox se destacó por su estilo fresco, directo y dinámico al frente de las cámaras. Debido a su profesionalismo, ha tenido desencuentros en pantalla con personalidades como Javier Miranda, Pedro Carcuro y Kike Morandé.
Su belleza también la ha convertido en protagonista de destacados comerciales publicitarios durante la década de 1990. Durante la década de 2000 y 2010, Cox ha hecho público en televisión sus problemas contra la adicción a las drogas y el alcoholismo. También ha hecho pública sus carencias económicas.

## Filmografía
| Año       | Título                | Papel        | Canal       |
| --------- | --------------------- | ------------ | ----------- |
| 1979      | Miss Providencia      | Participante | TVN         |
| 1981      | Música joven          | Participante | Chilevisión |
| 1983      | Noche de gigantes     | Ella misma   | Canal 13    |
| 1990      | La noche del mundial  | Presentadora | TVN         |
| 1990-1991 | Lo mejor es conversar | Presentadora | Canal 13    |
| 1992-1993 | Martes 13             | Presentadora | Canal 13    |
| 1996      | Humanamente hablando  | Ella misma   | La Red      |
| 1996      | De pe a pa            | Ella misma   | TVN         |
| 1998      | Fidae 98              | Presentadora | UCV TV      |
| 2001      | Humanamente hablando  | Ella misma   | La Red      |
| 2004      | Gigantes con Vivi     | Ella misma   | Canal 13    |
| 2007      | El baile en TVN       | Participante | TVN         |
| 2007      | Vértigo               | Participante | Canal 13    |
| 2010      | Año 0                 | Participante | Canal 13    |
| 2013      | AR Prime              | Ella misma   | Canal 13    |
| 2013      | Mentiras verdaderas   | Ella misma   | La Red      |
| 2015      | Vive la vida          | Ella misma   | Telefuturo  |
| 2017      | Maldita moda          | Ella misma   | Chilevisión |
| 2017      | Mentiras verdaderas   | Ella misma   | La Red      |
| 2018      | Cada día mejor        | Ella misma   | La Red      |
| 2018      | No culpes a la noche  | Ella misma   | TVN         |
| 2020      | Sigamos de largo      | Ella misma   | Canal 13    |
| 2020      | La divina comida      | Participante | Chilevisión |
| 2023      | Buenas noches a todos | Ella misma   | TVN         |
| 2024      | Primer plano          | Ella misma   | Chilevisión |
| 2025      | Top Chef VIP Chile    | Participante | Chilevisión |
| 2025      | La divina comida      | Participante | Chilevisión |

| Año  | Título                         | Papel            | Canal    |
| ---- | ------------------------------ | ---------------- | -------- |
| 1983 | El juego de la vida            | Carolina Salinas | TVN      |
| 1983 | La represa                     | Cecilia          | TVN      |
| 1984 | Los títeres                    | Julia Barros     | Canal 13 |
| 1985 | La trampa                      | Alina            | Canal 13 |
| 1985 | El prisionero de la medianoche | Bárbara Carrasco | Canal 13 |
| 1988 | Matilde dedos verdes           | Aurelia Echandi  | Canal 13 |

### Publicidad
- 1991 - Jabón Lux (protagonista de comercial)

### Radio
- Radio Zero (conducción)
- Radio Santiago (conducción)
- Radio Continente (conducción)